# Agnès Spiquel
 (avril 2025).
Motif : Les sources sont toutes primaires
- Archive Wikiwix
- Bing
- Cairn
- DuckDuckGo
- E. Universalis
- Gallica
- Google
- G. Books
- G. News
- G. Scholar
- Persée
- Qwant
- (zh) Baidu
- (ru) Yandex
- (wd) trouver des œuvres sur Wikidata

| 1. | Préciser le motif de la pose du bandeau. | Précisez le motif de la pose du bandeau en utilisant la syntaxe suivante : {{admissibilité à vérifier\|date=mai 2025\|motif=remplacez ce texte par le motif}}                      |
| 2. | Informer les utilisateurs concernés.     | Pensez à avertir le créateur de l'article, par exemple, en insérant le code ci-dessous sur sa page de discussion : {{subst:avertissement admissibilité à vérifier\|Agnès Spiquel}} |

Agnès Spiquel, née le 6 mai 1948 à La Gorgue, est une universitaire et chercheuse française. Spécialiste reconnue de Victor Hugo et d’Albert Camus, elle a consacré une grande partie de ses recherches à ces deux figures majeures de la littérature française.

## Travaux
Professeure émérite de littérature française à l’Université de Valenciennes et présidente de la Société des Études camusiennes de 2005 à 2020.Agnès Spiquel a consacré une grande partie de ses recherches à Victor Hugo et Albert Camus. Elle a notamment collaborée à l'édition des œuvres complètes de Camus dans la Bibliothèque de la Pléiade chez Gallimard.
En plus de ses travaux sur Camus, Agnès Spiquel s’est également intéressée à d’autres auteurs, notamment Alexandre Vialatte, en éditant sa correspondance avec Henri Pourrat.